# Euphorbia schultzii
Euphorbia schultzii är en törelväxtart som beskrevs av George Bentham. Euphorbia schultzii ingår i släktet törlar, och familjen törelväxter. Inga underarter finns listade i Catalogue of Life.